# Смоленская, Евгения Фёдоровна
Евгения Фёдоровна Смоленская (19 мая 1919 — 24 ноября 1989) — советская оперная певица лирико-драматическое сопрано, солистка Большого театра (1947—1972). Заслуженная артистка РСФСР (1951).

## Биография
Евгения Смоленская родилась в 1919 году в посёлке Стенки на Донбассе, в семье народного кузнеца. После завершения обучение в школе-семилетки Смоленская поступила учиться в Енакиевский педагогический техникум, получила профессию — учитель украинского языка и литературы. Два года работала в школе.
Активно принимала участие в кружках художественной самодеятельности, много занималась самостоятельно вокалом. После участия в областной олимпиаде, которая состоялась в Сталино, молоденькая учительница очаровала членов конкурсной комиссии и была рекомендована к обучению в Киевской консерватории. Смоленская приступила к обучение в высшем музыкальном учреждении и одновременно стала привлекаться к спектаклям в Киевской опере.
В начале Великой Отечественной войны Евгения Смоленская бросив занятия, поступила на работу в штаб воинской части. В годы войны она нашла возможность вернуться к музыке, перешла в Шахтёрский ансамбль. Её репертуар был разнообразен, часто выступала на передовой. В 1987 году за участие в Великой Отечественной войне, была награждена Орденом Отечественной войны II степени.
После завершения войны Смоленскую приняли на работу солисткой Оперного театра в городе Сталино, где она исполняла партии в течение двух лет, с 1945 по 1947 годы. Одновременно продолжала улучшать своё мастерство и обучаться музыкальной грамоте.
В 1947 году Евгения Смоленская, участвуя в конкурсе, поступила на работу в Большой театр, где солировала до 1972 года. После завершения работы на сцене, стала музыкальным педагогом в Музыкально-педагогическом институте имени Гнесиных.
Работа в Большом театре принесла Смоленской признание и популярность. В августе 1949 года певица приняла участие в Международном фестивале демократической молодежи и студентов, который проходил в Будапеште. Она победила в конкурсе конкурсе вокалистов. В мае 1951 года солистка была удостоена звания «Заслуженный артист РСФСР». Избиралась депутатом Московского городского Совета депутатов трудящихся.
В 1951 году снялась в фильме «Большой концерт» у режиссёра Веры Строевой. Сыграла роль Ярославны.
В 1976 году награждена орденом Трудового Красного Знамени за заслуги в развитии советского музыкального и хореографического искусства и в связи с 200-летием Государственного академического Большого театра СССР.
Умерла в Москве в 1989 году. Похоронена на Домодедовском кладбище.

## Роли и исполнение
- Наташа — «Русалка» А. Даргомыжского,
- Ярославна — «Князь Игорь» А. Бородина,
- Лиза — «Пиковая дама» П. Чайковского,
- Горислава — «Руслан и Людмила» М. Глинки,
- Эмма — «Хованщина» М. Мусоргского,
- Мария — «Мазепа» П. Чайковского,
- Маша — «Дубровский» Э. Направника,
- Кума — «Чародейка» П. Чайковского,
- Аида — «Аида» Дж. Верди,
- Марцелина — «Свадьба Фигаро» Моцарта,
- Елена — «Декабристы» Ю. Шапорина.